# Oliver Mackeldanz
Oliver Mackeldanz (* 20. Juli 1990 in Berlin) ist ein ehemaliger deutscher Basketballspieler.

## Karriere
Seine ersten Schritte im Vereinsbasketball unternahm Mackeldanz im Jugendbereich des SV Pfefferwerk in Berlin. Er spielte dann für Central Hoops Berlin in der Nachwuchs-Basketball-Bundesliga sowie für Future Basketball Berlin und WSG Königs Wusterhausen in der 2. Regionalliga. Zur Saison 2011/12 wechselte Mackeldanz zum RSV Eintracht Teltow / Kleinmachnow / Stahnsdorf in die drittklassige 2. Bundesliga ProB. Vom Internetdienst eurobasket.com wurde er nach der Saison in die Mannschaft der besten ProB-Liganeulinge des Jahres berufen.
Mackeldanz wechselte nach einer Saison bei der Eintracht zu den Cuxhaven BasCats aus der 2. Bundesliga ProA, wo er ebenfalls ein Jahr verbrachte, ehe er zur Spielzeit 2013/14 vom Bundesliga-Aufsteiger SC Rasta Vechta verpflichtet wurde. Im Juli 2013 erlitt Mackeldanz einen Mittelfußbruch und kam nach der Genesung noch zu acht Bundesliga-Einsätzen für die Niedersachsen, die den Klassenerhalt in der höchsten deutschen Leistungsklasse verpassten. Er blieb Rasta nach dem Abstieg in die ProA treu und schaffte mit dem Verein 2016 die Rückkehr in die Bundesliga.
Mackeldanz entschied sich jedoch, zum Mitaufsteiger in die Bundesliga, Science City Jena, zu gehen, wo er im Juni 2016 als Neuerwerbung vermeldet wurde. Er entwickelte sich mit der Zeit zu einem Leistungsträger der Mannschaft. Obwohl die Thüringer aus der Bundesliga abstiegen, verlängerte er 2019 seinen Vertrag bis 2020. Nach der Saison 2019/20, die wegen der COVID-19-Pandemie in Deutschland frühzeitig beendet wurde, kehrte er zu seinem früheren Verein WSG Königs Wusterhausen in die 1. Regionalliga Nord zurück. Er unterschrieb einen Vertrag für drei Jahre und spielte letztlich bis 2022, als er aus beruflichen Gründen zurücktrat.